# Verteilungsfunktion (Maßtheorie)
Die Verteilungsfunktion eines Maßes ist ein Begriff aus der Maßtheorie, einem Teilgebiet der Mathematik, das sich mit verallgemeinerten Längen- und Volumenbegriffen beschäftigt. Jedem endlichen Maß auf den reellen Zahlen kann eine Verteilungsfunktion zugeordnet werden. Verteilungsfunktionen von Wahrscheinlichkeitsmaßen spielen eine wichtige Rolle in der Stochastik. In der Maßtheorie werden Verteilungsfunktionen verwendet, um Konvergenz von Maßen zu überprüfen.

## Definition
Gegeben sei der Messraum {\displaystyle (\mathbb {R} ,{\mathcal {B}}(\mathbb {R} ))}, wobei {\displaystyle {\mathcal {B}}} die Borelsche σ-Algebra bezeichnet, und ein endliches Maß {\displaystyle \mu } auf diesem Messraum. Dann heißt
{\displaystyle F_{\mu }(x):=\mu ((-\infty ,x])}
die Verteilungsfunktion des Maßes {\displaystyle \mu }.
Außerdem nennt man jede monoton wachsende, rechtsseitig stetige und beschränkte reelle Funktion {\displaystyle F} eine Verteilungsfunktion, da sie durch
{\displaystyle \mu _{F}((a,b]):=F(b)-F(a)}
ein endliches Maß definiert. Ein Spezialfall sind diejenigen Funktionen, für die zusätzlich gilt
{\displaystyle \lim _{x\to -\infty }F(x)=0{\text{ und }}\lim _{x\to \infty }F(x)=1},
dies sind genau die Verteilungsfunktionen im Sinne der Wahrscheinlichkeitstheorie.

## Beispiele
Betrachtet man das Dirac-Maß auf der Zahl Eins
{\displaystyle \delta _{1}(A):={\begin{cases}1&{\text{falls }}1\in A\\0&{\text{falls }}1\notin A\end{cases}}\;,}
dann ist die zugehörige Verteilungsfunktion
{\displaystyle F_{\delta _{1}}(x)={\begin{cases}0&{\text{falls }}x<1\\1&{\text{falls }}x\geq 1\end{cases}}}.

## Eigenschaften
- Definiert man eine Äquivalenzrelation auf den monoton wachsenden, rechtsseitig stetigen und beschränkten Funktionen durch

{\displaystyle F\sim G\iff F-G{\text{ ist konstant }}}
und bezeichnet die Äquivalenzklassen mit {\displaystyle [F]}, so ist {\displaystyle \mu \mapsto [F_{\mu }]} eine Bijektion. Dabei wird jedem endlichen Maß auf den reellen Zahlen die Äquivalenzklasse seiner Verteilungsfunktion zugewiesen. Daher unterscheidet man meistens nicht zwischen dem Maß und der Verteilungsfunktion. Für Verteilungsfunktionen im Sinne der Wahrscheinlichkeitstheorie ist diese Äquivalenzklassenbildung nicht nötig, da sie bereits durch {\displaystyle \lim _{x\to -\infty }F(x)=0} und {\displaystyle \lim _{x\to \infty }F(x)=1} eindeutig festgelegt sind.
- Setzt man

{\displaystyle \Vert F_{\mu }\Vert ^{*}:=\lim _{x\to \infty }\left(F_{\mu }(x)-F_{\mu }(-x)\right)},
so ist {\displaystyle \Vert F_{\mu }\Vert ^{*}=\Vert \mu \Vert _{TV}}. Dabei bezeichnet {\displaystyle \Vert \cdot \Vert _{TV}} die Totalvariationsnorm

## Konvergenz

### Vage Konvergenz
Eine Folge {\displaystyle (F_{n})_{n\in \mathbb {N} }} von Verteilungsfunktionen heißt vage konvergent gegen die Verteilungsfunktion {\displaystyle F}, wenn sie an allen Stetigkeitspunkten von {\displaystyle F} punktweise gegen {\displaystyle F} konvergiert, wenn also
{\displaystyle \lim _{n\to \infty }F_{n}(x)=F(x)}
für alle {\displaystyle x\in \mathbb {R} }, an denen {\displaystyle F} stetig ist, gilt.

### Schwache Konvergenz
Eine Folge {\displaystyle (F_{n})_{n\in \mathbb {N} }} von Verteilungsfunktionen heißt schwach konvergent gegen die Verteilungsfunktion {\displaystyle F}, wenn sie vage konvergent ist und
{\displaystyle \lim _{n\to \infty }\Vert F_{n}\Vert ^{*}=\Vert F\Vert ^{*}}
gilt.
Gehören die Verteilungsfunktionen zu Wahrscheinlichkeitsmaßen, so kann auf die zweite Bedingung verzichtet werden, da dann immer {\displaystyle \|F_{n}\|^{*}=1} gilt. Somit fallen dann schwache und vage Konvergenz zusammen. Für Wahrscheinlichkeitsmaße lässt sich die schwache Konvergenz der Verteilungsfunktionen mit dem Lévy-Abstand metrisieren.

### Bemerkung
Die schwache und die vage Konvergenz von Verteilungsfunktionen wird in der Literatur nicht eindeutig verwendet. Teils wird nicht zwischen vager und schwacher Konvergenz differenziert, da diese Begriffe für Wahrscheinlichkeitsmaße zusammenfallen, teils wird auch die punktweise Konvergenz an allen Stetigkeitsstellen als schwache Konvergenz bezeichnet. Dies entspräche der hier beschriebenen vagen Konvergenz. Für Verteilungsfunktionen in Sinne der Wahrscheinlichkeitstheorie, die über reelle Zufallsvariablen definiert werden, findet sich auch die Bezeichnung konvergent in Verteilung oder stochastisch konvergent.

### Wichtige Sätze

#### Satz von Helly-Bray
Nach dem Satz von Helly-Bray gilt:
- Konvergiert eine Folge von Verteilungsfunktionen {\displaystyle (F_{n})_{n\in \mathbb {N} }} vage gegen {\displaystyle F}, so konvergiert {\displaystyle \mu _{n}} vage im Sinne der Maßtheorie gegen {\displaystyle \mu }.
- Konvergiert eine Folge von Verteilungsfunktionen {\displaystyle (F_{n})_{n\in \mathbb {N} }} schwach gegen {\displaystyle F}, so konvergiert {\displaystyle \mu _{n}} schwach im Sinne der Maßtheorie gegen {\displaystyle \mu }.

Modifiziert man die Folgen von Verteilungsfunktionen mit einer Folge reeller Zahlen, so lässt sich auch die  Rückrichtung zeigen.

#### Auswahlsatz von Helly
Nach dem Auswahlsatz von Helly besitzt jede gleichmäßig beschränkte Folge von Verteilungsfunktionen eine vage konvergente Teilfolge.

#### Satz von Prochorow
Der Satz von Prochorow lässt sich speziell für (gleichmäßig beschränkte) Familien von Verteilungsfunktionen formulieren. Er besagt, dass eine Familie von Verteilungsfunktionen genau dann straff ist, wenn jede Folge aus dieser Familie eine schwach konvergente Teilfolge besitzt.